# Bequia

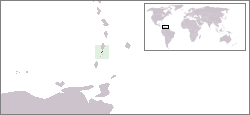
Karta som visar Bequia

Bequia är en 18 km2 stor ö med cirka 5 300 invånare i ögruppen Grenadinerna. Bequia tillhör nationen Saint Vincent och Grenadinerna i Västindien och ligger strax söder om huvudön Saint Vincent. Befolkningen har både afrikanska, skotska och karibiska rötter. De största samhällena på Bequia är Port Elizabeth, som ligger vid den skyddade naturhamnen Admiralty Bay, och Derrick. 

## Historia
Bequia var en fransk koloni på 1700-talet. Fransmännen anlade plantager för odling av sockerrör och kokerier för tillverkning av socker och rom. Kaffe, indigo och arrowrot var andra produkter. År 1763, efter  Parisfreden,  överlämnades Bequia till Storbritannien och från 1833 till 1958 var ön en del av den engelska kolonin "the Windward Islands Colony". Från år 1979 är Bequia en del av staten Saint Vincent och Grenadinerna.

## Valfångst
Amerikanska valfångstfartyg, så kallade Yankee whalers, började fånga val i Karibien i början av 1800-talet, när behovet av högkvalitativ valolja ökade. Fångsten var som störst mellan åren 1864-1871 med cirka 75 landade knölvalar.
År 1875 återvände den skotskättade, erfarna valfångaren, William "Old Bill" Wallace till Bequia och grundade en valfångststation vid Semple Cay. Valfångsten blev en ny inkomstkälla för invånarna under torrtiden. Valoljan exporterades och köttet såldes inom landet. I perioden från 1876 till 1920 fanns totalt 6 valfångststationer på Bequia.
Jakt på knölval är fortfarande tillåten i liten skala i havet utanför Saint Vincent och Grenadinerna. Från Bequia fångas det val på det traditionella sättet med handhållen harpun från små, öppna båtar. Den 
Internationella Valfångstkommissionen, IWC, har beviljat befolkningen på Bequia en fångstkvot, som dock sällan fylls, på fyra knölvalar om året fram till år 2025. IWC klassificerar valfångsten som aboriginal subsistence whaling (ASW).